# ボスを守れ
『ボスを守れ』(보스를 지켜라)は、韓国のテレビドラマ。
韓国ではSBSドラマスペシャル枠で2011年8月3日から9月29日まで放送された。

## 登場人物
- チャ・ジホン: チソン
- ノ・ウンソル: チェ・ガンヒ
- チャ・ムウォン: ジェジュン
- ソ・ナユン: ワン・ジヘ
- イ・ミョンラン: ハ・ジェスク
- チャ・ボンマン: パク・ヨンギュ

## スタッフ
- 脚本 - クォン・ギヨン
- 監督 - ソン・ジョンヒョン